# Campionati mondiali di ginnastica moderna 1965
I II Campionati mondiali di ginnastica moderna si sono svolti a Praga, in Cecoslovacchia, dal 3 al 4 dicembre 1965.

## Risultati
| Evento                            | Oro                                        | Argento                                    | Bronzo                                      |
| Individuale (libero)              | Tat'jana Kravčenko Unione Sovietica 18,632 | Hana Machatová Cecoslovacchia 18,600       | Hana Mičechová Cecoslovacchia 18,566        |
| Individuale (libero con attrezzo) | Hana Mičechová Cecoslovacchia 18,933       | Tat'jana Kravčenko Unione Sovietica 18,733 | Lilija Natmutdinova Unione Sovietica 18,699 |
| Individuale (concorso completo)   | Hana Mičechová Cecoslovacchia 37,499       | Tat'jana Kravčenko Unione Sovietica 37,365 | Hana Machatová Cecoslovacchia 37,233        |

## Medagliere
| Pos. | Nazione          | Oro | Argento | Bronzo | Totale |
| 1    | Cecoslovacchia   | 2   | 1       | 2      | 5      |
| 2    | Unione Sovietica | 1   | 2       | 1      | 4      |